# 突撃解明バラエティ 知らないと!こわい世界
『突撃解明バラエティ 知らないと!こわい世界』（とつげきかいめいバラエティ しらないと!こわいせかい）は、テレビ大阪の企画・制作によりテレビ東京系列で放送されたドキュメントバラエティ番組・特別番組である。2011年から2013年まで放送された。

## 概要
番組キャッチコピーは、「"知らないと!こわい世界"は、知ると!面白い世界」。
知らないと怖い、衝撃事実を解明する。

## 出演者

### MC
- 堺正章

### 進行
- 中田有紀（第1回）
- 相内優香（テレビ東京アナウンサー、第2回・第3回）

### ゲスト
- 中尾彬（第1回）
- 羽野晶紀（第1回）
- TKO（第1回）・（第3回）
- トータルテンボス（第1回）
- アンガールズ（第1回）
- ハライチ（第1回）・（第3回）
- 神戸蘭子（第1回）
- ピーコ（第2回）
- カンニング竹山（第2回）
- 小島よしお（第2回）
- 平成ノブシコブシ（第2回）・（第3回）
- はんにゃ（第2回）
- 重盛さと美（第2回）
- 道端アンジェリカ（第2回）
- あき竹城（第3回）
- 新山千春（第3回）
- バービー（第3回）
- 平成ノブシコブシ（第3回）
- 道重さゆみ（第3回）

## ネット局

### 第1弾
| 対象対象地域   | 放送局         | 系列           | 放送日時                    | 遅れ       |
| -------------- | -------------- | -------------- | --------------------------- | ---------- |
| 大阪府         | テレビ大阪     | テレビ東京系列 | 2011年6月6日 20:00 - 21:54  | 制作局     |
| 北海道         | テレビ北海道   | テレビ東京系列 | 2011年6月6日 20:00 - 21:54  | 同時ネット |
| 関東広域圏     | テレビ東京     | テレビ東京系列 | 2011年6月6日 20:00 - 21:54  | 同時ネット |
| 愛知県         | テレビ愛知     | テレビ東京系列 | 2011年6月6日 20:00 - 21:54  | 同時ネット |
| 岡山県・香川県 | テレビせとうち | テレビ東京系列 | 2011年6月6日 20:00 - 21:54  | 同時ネット |
| 福岡県         | TVQ九州放送    | テレビ東京系列 | 2011年6月6日 20:00 - 21:54  | 同時ネット |
| 静岡県         | 静岡放送       | TBS系列        | 2011年7月2日 14:00 - 15:25  | 26日遅れ   |
| 新潟県         | 新潟放送       | TBS系列        | 2011年7月6日 23:50 - 25:45  | 30日遅れ   |
| 鳥取県・島根県 | 山陰放送       | TBS系列        | 2011年7月24日 14:00 - 15:24 | 48日遅れ   |
| 山形県         | テレビユー山形 | TBS系列        | 2011年8月6日 15:00 - 16:24  | 61日遅れ   |
| 滋賀県         | びわ湖放送     | 独立局         | 2011年9月19日 19:00 - 20:55 | 105日遅れ  |
| 三重県         | 三重テレビ     | 独立局         | 2011年10月2日 19:00 - 20:55 | 118日遅れ  |
| 宮城県         | 東北放送       | TBS系列        | 2012年1月15日 14:00 - 16:00 | 223日遅れ  |
| 石川県         | 北陸朝日放送   | テレビ朝日系列 | 2012年9月9日 14:00 - 15:25  | 461日遅れ  |
| 富山県         | 富山テレビ     | フジテレビ系列 | 2012年9月30日 12:30 - 14:25 | 482日遅れ  |

### 第2弾
| 対象対象地域   | 放送局         | 系列           | 放送日時                    | 遅れ       |
| -------------- | -------------- | -------------- | --------------------------- | ---------- |
| 大阪府         | テレビ大阪     | テレビ東京系列 | 2012年1月30日 20:00 - 21:54 | 制作局     |
| 北海道         | テレビ北海道   | テレビ東京系列 | 2012年1月30日 20:00 - 21:54 | 同時ネット |
| 関東広域圏     | テレビ東京     | テレビ東京系列 | 2012年1月30日 20:00 - 21:54 | 同時ネット |
| 愛知県         | テレビ愛知     | テレビ東京系列 | 2012年1月30日 20:00 - 21:54 | 同時ネット |
| 岡山県・香川県 | テレビせとうち | テレビ東京系列 | 2012年1月30日 20:00 - 21:54 | 同時ネット |
| 福岡県         | TVQ九州放送    | テレビ東京系列 | 2012年1月30日 20:00 - 21:54 | 同時ネット |
| 新潟県         | 新潟放送       | TBS系列        | 2012年2月19日 15:00 - 16:54 | 20日遅れ   |
| 静岡県         | 静岡放送       | TBS系列        | 2012年2月19日 15:30 - 16:55 | 20日遅れ   |
| 宮城県         | 東北放送       | TBS系列        | 2012年2月26日 14:00 - 16:00 | 27日遅れ   |
| 滋賀県         | びわ湖放送     | 独立局         | 2012年4月13日 19:00 - 20:55 | 74日遅れ   |
| 長崎県         | 長崎放送       | TBS系列        | 2012年4月22日 14:00 - 15:24 | 83日遅れ   |
| 山形県         | テレビユー山形 | TBS系列        | 2012年5月5日 14:00 - 15:54  | 96日遅れ   |

### 第3弾
| 対象対象地域   | 放送局         | 系列           | 放送日時                     | 遅れ       |
| -------------- | -------------- | -------------- | ---------------------------- | ---------- |
| 大阪府         | テレビ大阪     | テレビ東京系列 | 2012年8月13日 20:00 - 21:54  | 制作局     |
| 北海道         | テレビ北海道   | テレビ東京系列 | 2012年8月13日 20:00 - 21:54  | 同時ネット |
| 関東広域圏     | テレビ東京     | テレビ東京系列 | 2012年8月13日 20:00 - 21:54  | 同時ネット |
| 愛知県         | テレビ愛知     | テレビ東京系列 | 2012年8月13日 20:00 - 21:54  | 同時ネット |
| 岡山県・香川県 | テレビせとうち | テレビ東京系列 | 2012年8月13日 20:00 - 21:54  | 同時ネット |
| 福岡県         | TVQ九州放送    | テレビ東京系列 | 2012年8月13日 20:00 - 21:54  | 同時ネット |
| 鳥取県・島根県 | 山陰放送       | TBS系列        | 2012年9月8日 15:30 - 16:54   | 26日遅れ   |
| 新潟県         | 新潟放送       | TBS系列        | 2012年10月10日 23:50 - 25:45 | 58日遅れ   |
| 山形県         | テレビユー山形 | TBS系列        | 2012年10月13日 15:00 - 16:54 | 61日遅れ   |
| 宮城県         | 東北放送       | TBS系列        | 2012年10月14日 14:00 - 16:00 | 62日遅れ   |
| 広島県         | 中国放送       | TBS系列        | 2012年10月14日 15:00 - 17:00 | 62日遅れ   |
| 長崎県         | 長崎放送       | TBS系列        | 2013年3月9日 14:00 - 15:24   | ?          |

## スタッフ

### 第4回
- ナレーション - 浜田治貴、夕城千佳
- 構成 - 高野健生、つじまこと、鈴木功治
- TP - 高瀬義美
- SW - 岩田一巳
- CAM - 小出豊
- VE - 斎藤雄一
- AUD - 奈良岡純一
- LT - 小熊豊
- 撮影 - 為谷純、関根智之
- 編集 - 島田大志
- MA - 飯田太志
- 音響効果 - 太田光則、若林雄二
- TK - 後藤有紀
- 技術協力 - ニューテレス、FLT、ティ・ピー・ブレーン、麻布プラザ、フリーダム・オブ・ザック、Vi-vo、チャス
- 美術プロデューサー[4] - 栗田寛
- ヘアメイク - 石坂智子
- 美術協力 - ル・オブジェ・アール・スタジオ、テルミック
- 番宣 - 野上次郎、加藤あゆみ
- デスク - 西野友貴、永野翔子
- AD - 久保孝平、森貴士、吉田京平、岩佐義隆
- AP - 荒井かおり、本田康力
- ディレクター - 樽見近工、大錦玄孝、岡部剛、北澤陽一、岸憲人
- 総合演出 - 千葉隆弥
- プロデューサー - 清水昇、岡本宏毅、齋藤智礼、植原孝頼
- チーフプロデューサー - 加藤正敏
- 制作協力 - ダイナマイト REVOLUTION COMPANY、テレビジョンフィールド
- 製作 - テレビ東京、テレビ大阪

### 過去のスタッフ
- CAM - 宮崎健司
- LT - 藤井梅雄
- 撮影 - 松尾俊一郎
- 編集 - 宮島洋介
- 技術協力 - ハックベリー
- AD - 布施美那、藤原真美
- ディレクター - 山崎陽宏